# Almeria (Biliran)
Almeria is een gemeente in de Filipijnse provincie Biliran op het gelijknamige eiland. Bij de laatste census in 2007 had de gemeente ruim 14 duizend inwoners.

## Geografie

### Bestuurlijke indeling
Almeria is onderverdeeld in de volgende 13 barangays:
| - Caucab - Iyosan - Jamorawon - Lo-ok - Matanggo - Pili - Poblacion | - Pulang Bato - Salangi - Sampao - Tabunan - Talahid - Tamarindo |

## Demografie
Almeria had bij de census van 2007 een inwoneraantal van 14.420 mensen. Dit zijn 566 mensen (4,1%) meer dan bij de vorige census van 2000. De gemiddelde jaarlijkse groei komt daarmee uit op 0,55%, hetgeen lager is dan het landelijk jaarlijks gemiddelde over deze periode (2,04%). Vergeleken met de census van 1995 is het aantal mensen met 1.000 (7,5%) toegenomen.

De bevolkingsdichtheid van Almeria was ten tijde van de laatste census, met 14.420 inwoners op 57,46 km², 251 mensen per km².